# Falate Bhumlu
Falate Bhumlu (nep. फलाँटे भुम्लु) – gaun wikas samiti w środkowej części Nepalu w strefie Bagmati w dystrykcie Kavrepalanchok. Według nepalskiego spisu powszechnego z 2001 roku liczył on 305 gospodarstw domowych i 1540 mieszkańców (795 kobiet i 745 mężczyzn).